# Project 58
Project 58 war eine Serie von amerikanischen Kernwaffentests, die im Dezember 1957 und März 1958 auf der Nevada Test Site durchgeführt wurde. Insgesamt fanden vier Kernwaffentests statt. Die Operation wurde unterteilt in Project 58 (Pascal-C, Coulomb-C) und Project 58A (Venus, Uranus). Ziel der Operation war es, die in Operation Hardtack einzusetzenden Geräte zu testen und entsprechend anzupassen. Beim zweiten Test (Coulomb-C) kam es zu einer unerwarteten Detonation, was zu einer Strahlung von etwa 500 mSv pro Stunde führte. Die Atomwolke erreichte nach mehreren Stunden Los Angeles, wo sehr niedrige Messwerte eine kurze Besorgnis in der Bevölkerung verursachten.

## Die einzelnen Tests der Project 58-Serie
| Testname  | Datum / Zeit (GMT/UTC+0h)  | Testgelände | Explosionshöhe       | Anmerkungen                                                                             |
| --------- | -------------------------- | ----------- | -------------------- | --------------------------------------------------------------------------------------- |
| Pascal-C  | 6. Dezember 1957 20:15 Uhr | Area 3e     | −76,2 Meter −250 Fuß |                                                                                         |
| Coulomb-C | 9. Dezember 1957 20:00 Uhr | Area 3i     |                      | Unerwartete Detonation verursachte unkontrollierte Freisetzung ionisierender Strahlung. |
| Venus     | 22. Februar 1958 01:00 Uhr | Area 12     | −30,5 Meter −100 Fuß |                                                                                         |
| Uranus    | 14. März 1958 22:00 Uhr    | Area 12     | −35 Meter −114 Fuß   |                                                                                         |